# 喜剧广场 (梅斯)
49°07′17″N 6°10′23″E / 49.121444°N 6.173007°E

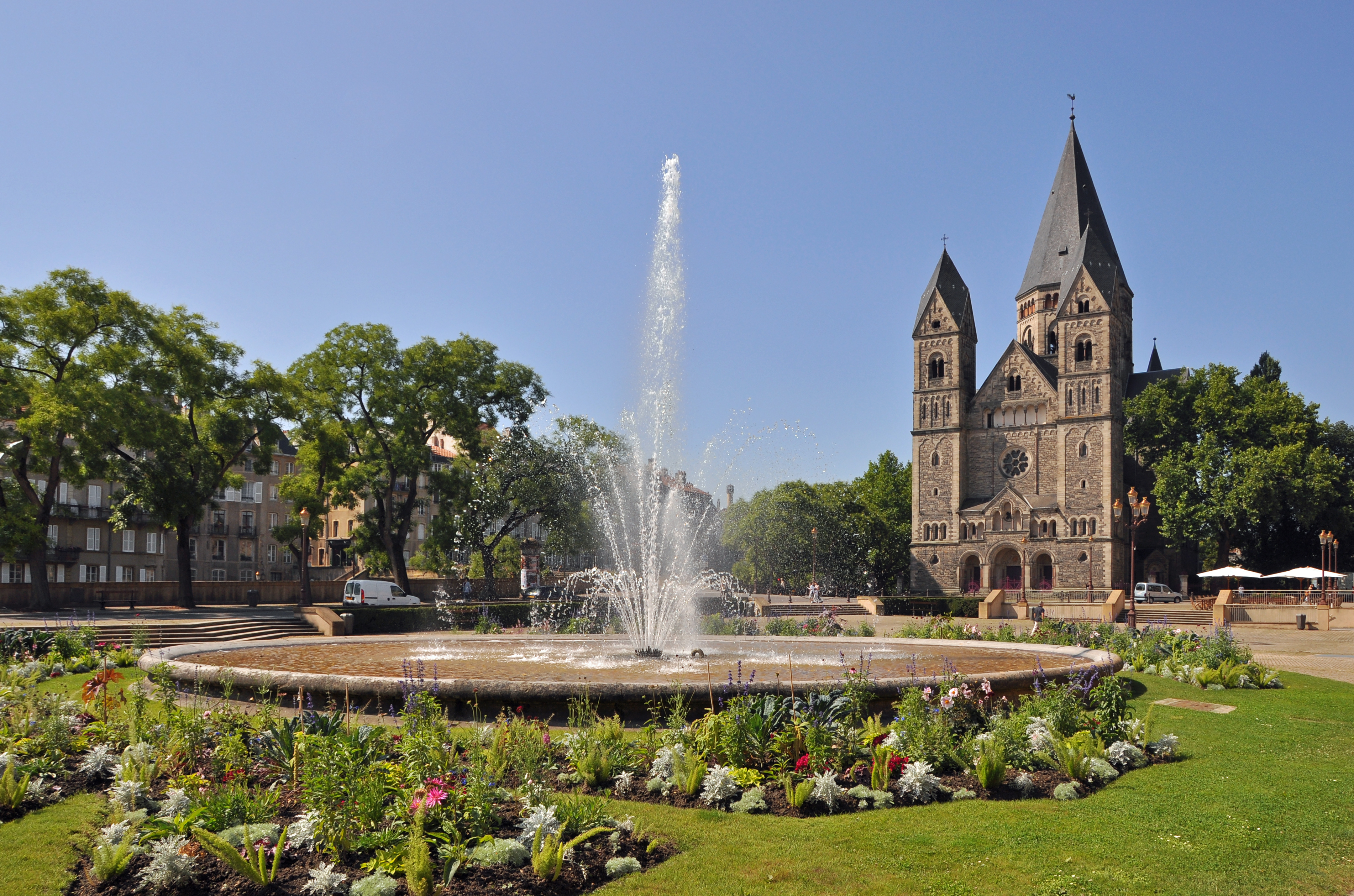

喜剧广场（Place de la Comédie）是法国洛林梅斯市中心的一个广场，开辟于1732年，位于新教堂前方，周围环绕古典建筑。
在广场西北侧是梅斯歌剧院，建于1732-1752年。除了歌剧院之外，广场上还有一些政府建筑。

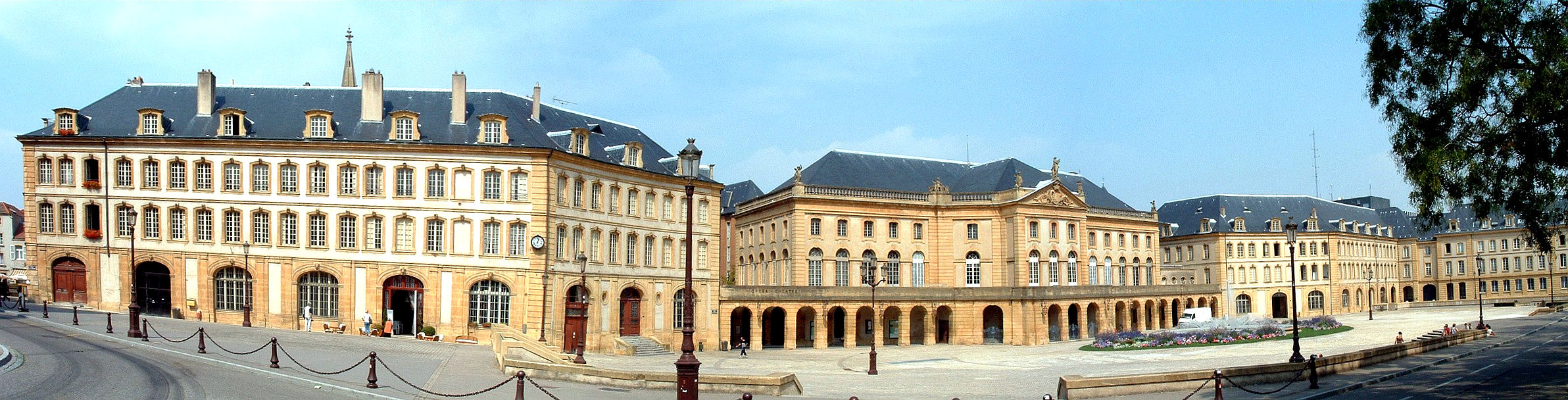
喜剧广场